# Parafia św. Maksymiliana Marii Kolbego w Zalesiu
Parafia św. Maksymiliana Kolbego w Zalesiu - parafia rzymskokatolicka, należąca do dekanatu limanowskiego w diecezji tarnowskiej. Opiekę nad nią sprawują księża diecezjalni.
Odpust parafialny obchodzony jest w niedzielę poprzedzającą 14 sierpnia - dzień liturgicznego wspomnienia osoby św. Maksymiliana. 
Proboszczem parafii jest od 2007 ks. Ryszard Kochanowicz.

## Historia
Wieś zalesie od początku swego istnienia należała do parafii Przemienienia Pańskiego i Nawiedzenia Najświętszej Maryi Panny w Kamienicy. Została z niej wydzielona dekretem biskupa Jerzego Ablewicza z dnia 6 grudnia 1980. 
Nieco wcześniej, bo już od 1975 trwały prace przy budowie kościoła, który miał służyć miejscowej wspólnocie. Świątynia została poświęcona 9 sierpnia 1991 przez nuncjusza apostolskiego Józefa Kowalczyka oraz ówczesnego biskupa tarnowskiego Józefa Życińskiego.
Ważnym wydarzeniem w dziejach parafii było również nawiedzenie przez cudowny obraz Matki Boskiej Częstochowskiej w dniu 19 czerwca 2000.